# Sidoharjo (Pringsewu)
Sidoharjo is een bestuurslaag in het regentschap Pringsewu van de provincie Lampung, Indonesië. Sidoharjo telt 5814 inwoners (volkstelling 2010).